# Ефремин, Александр Владимирович
Александр Владимирович Ефремин (настоящая фамилия Фрейман; 28 ноября 1888, Луганск — 1937) — советский литературный критик.

## Биография
В 1912 г. окончил экономическое отделение Петербургского политехнического института (приём 1907 года) (ЦГИА СПб. ф. 478. оп. 1. д. 2216)

## Творческая деятельность
Бо́льшая часть работ посвящена поэзии Демьяна Бедного: Ефремину принадлежат книги о Бедном «Демьян Бедный в школе» (1926), «Демьян Бедный и искусство агитки» (1927), «Демьян Бедный на противоцерковном фронте» (1927) и «Громовая поэзия» (1929). «Литературная энциклопедия», оценивая эти труды, указывала в 1930 году, что Ефремин «в общем правильно раскрывает общественную значимость его творчества, однако эти работы сильно обесценены неправильным подходом Ефремина к проблеме стиля Бедного и выспренней манерой изложения». Кроме того, Ефремин подготовил 10—13-й тома собрания сочинений Демьяна Бедного. Сверх того, Ефремин выпустил брошюру с очерком жизни и творчества Анны Барыковой (1934), опубликовал предисловие к «Стихотворениям» Сергея Есенина (1933) и послесловие к якобы новооткрытой Демьяном Бедным поэме Н. А. Некрасова «Светочи» (1929), которая в дальнейшем была разоблачена как подделка А. Каменского и Е. Вашкова. Публиковал также статьи в журналах «На посту», «Красная новь» и др. — в частности, с резко критическими отзывами о творчестве С. Н. Сергеева-Ценского, М. М. Пришвина и др. В 1936 году исключён из СП СССР по обвинению в троцкизме.